# FAI Cup 1921/1922
První ročník The Football Association of Ireland Challenge Cup, zkráceně jen FAI Cup (Irský fotbalový pohár) se konal od 21. ledna do 8. dubna 1922. Celkem turnaj hrálo 11 klubů.
Trofej získal poprvé v klubové historii St James's Gate FC, který ve finále porazil Shamrock Rovers FC 1:1 a 1:0. Klub tím získal Double, což znamenalo že vyhrál i ligu.
Před rozdělením Irska se hrála společně se Severním Irskem Irish League 1920/1921.